# 이은주 (작가)
이은주는 대한민국의 드라마 작가이다. 

## 극본

### 드라마
- 2003년 KBS2 단막극 《드라마시티 - 헌 집 줄게 새 집 줄래》 ... 집필
- 2004년 KBS2 설날특집극 《깍두기》 ... 집필
- 2006년 KBS2 단막극 《드라마시티 - 꽃님이》 ... 집필
- 2006년 KBS2 단막극 《드라마시티 - 이별보다 아름다운 사랑》 ... 집필
- 2007년 KBS2 단막극 《드라마시티 - 순결한 순이》 ... 집필
- 2007년 KBS2 설날특집극 《심청의 귀환》 ... 집필
- 2009년 ~ 2010년 KBS 2TV 아침 일일연속극 《다 줄거야》 ... 공동집필
- 2013년 KBS 2TV TV소설 《삼생이》 ... 집필
- 2014년 KBS1 저녁 일일연속극 《고양이는 있다》 ... 집필
- 2019년 KBS2 저녁 일일연속극 《태양의 계절》 ... 집필
- 2021년 KBS2 저녁 일일연속극 《사랑의 꽈배기》 ... 집필